# Richard Thayer Holbrook

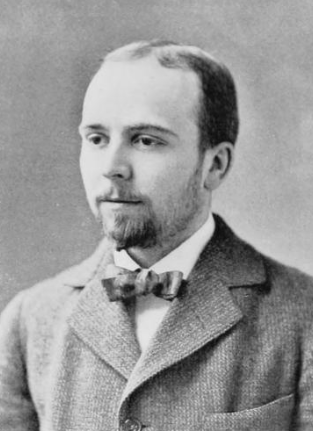

Richard Thayer Holbrook (* 1870; † 31. Juli 1934) war ein US-amerikanischer Romanist und Mediävist.

## Leben und Werk
Holbrook war Professor an der University of California, Berkeley.

## Werke
- Boys and men. A story of life at Yale, New York 1900
- Dante and the animal kingdom, New York 1902, 1966
- (Übersetzer) The farce of Master Pierre Patelin composed by an unknown author about 1469 A. D., illustrated with facsimiles of the woodcuts in the edition of Pierre Levet, Paris, ca. 1489, Boston 1905, Genf 1953
- Portraits of Dante from Giotto to Raffael. A critical study, London 1911
- Étude sur Pathelin. Essai de bibliographie et d’interprétation, Baltimore 1917, New York 1965
- Living French. A new course in reading, writing, and speaking the French language, Boston 1917
- (Hrsg.) Farce de Maître Pathelin, Paris 1924, 1937, 1963, 1970, 1986; Oxford 1943
- (mit Régis Michaud und Franck L. Schall) Etudes et aventures patheliniennes, Paris  1925
- Guillaume Alecis et Pathelin, Berkeley 1928
- X-ray studies of speech articulations, notes and X-ray films, hrsg. von Francis James Carmody, Berkeley 1937